# Hysterotecjum

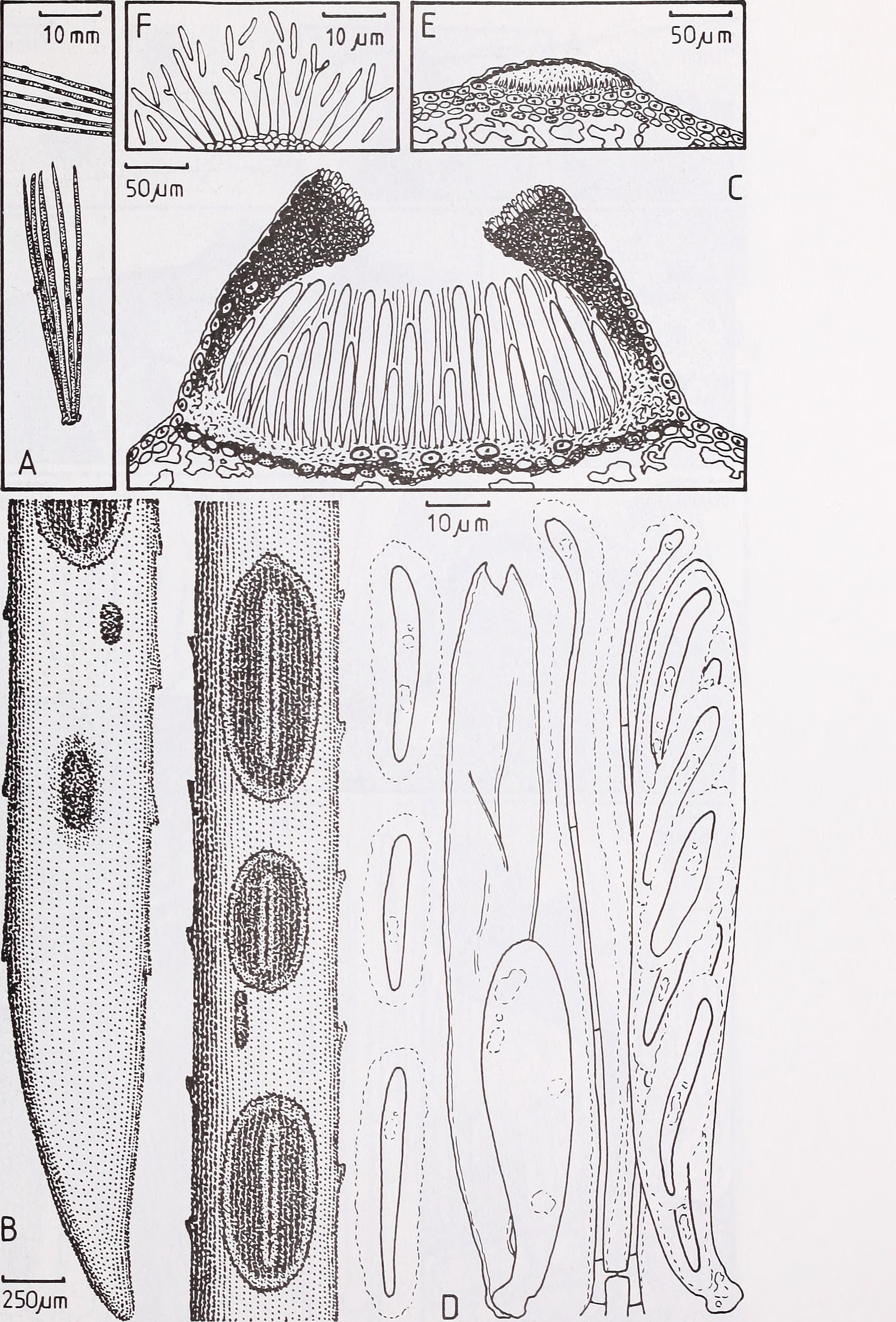
Hysterotecja u Meloderma desmazieri

Hysterotecjum – rodzaj owocnika u workowców. Powstają w nim na drodze płciowej zarodniki zwane askosporami. Jest to owocnik typu askostroma, to znaczy, że najpierw powstaje podkładka (stroma), a dopiero na niej, lub w jej komorach tworzą się worki z askosporami. Hysterotecjum ma elipsoidalny kształt. Po dojrzeniu askospor pęka podłużną szparą.
Nazwy owocników typu pseudotecjum czy hysterotecjum odnoszą się do sposobu powstawania. Ostatnio zanika tendencja używania tego typu nazw. Według P.M. Kirka i in. powinno się stosować podział owocników według ich kształtów, a nie sposobu powstawania.